# Isla de los Vascos
Isla de los Vascos är en ö i Argentina.   Den ligger i provinsen Santa Fe, i den nordöstra delen av landet, 600 km norr om huvudstaden Buenos Aires.
Trakten runt Isla de los Vascos består huvudsakligen av våtmarker. Runt Isla de los Vascos är det glesbefolkat, med 19 invånare per kvadratkilometer.